# Kinga Głyk
Kinga Głyk (née le 27 janvier 1997 à Rydułtowy) est une bassiste et compositrice de jazz polonaise,.

## Biographie

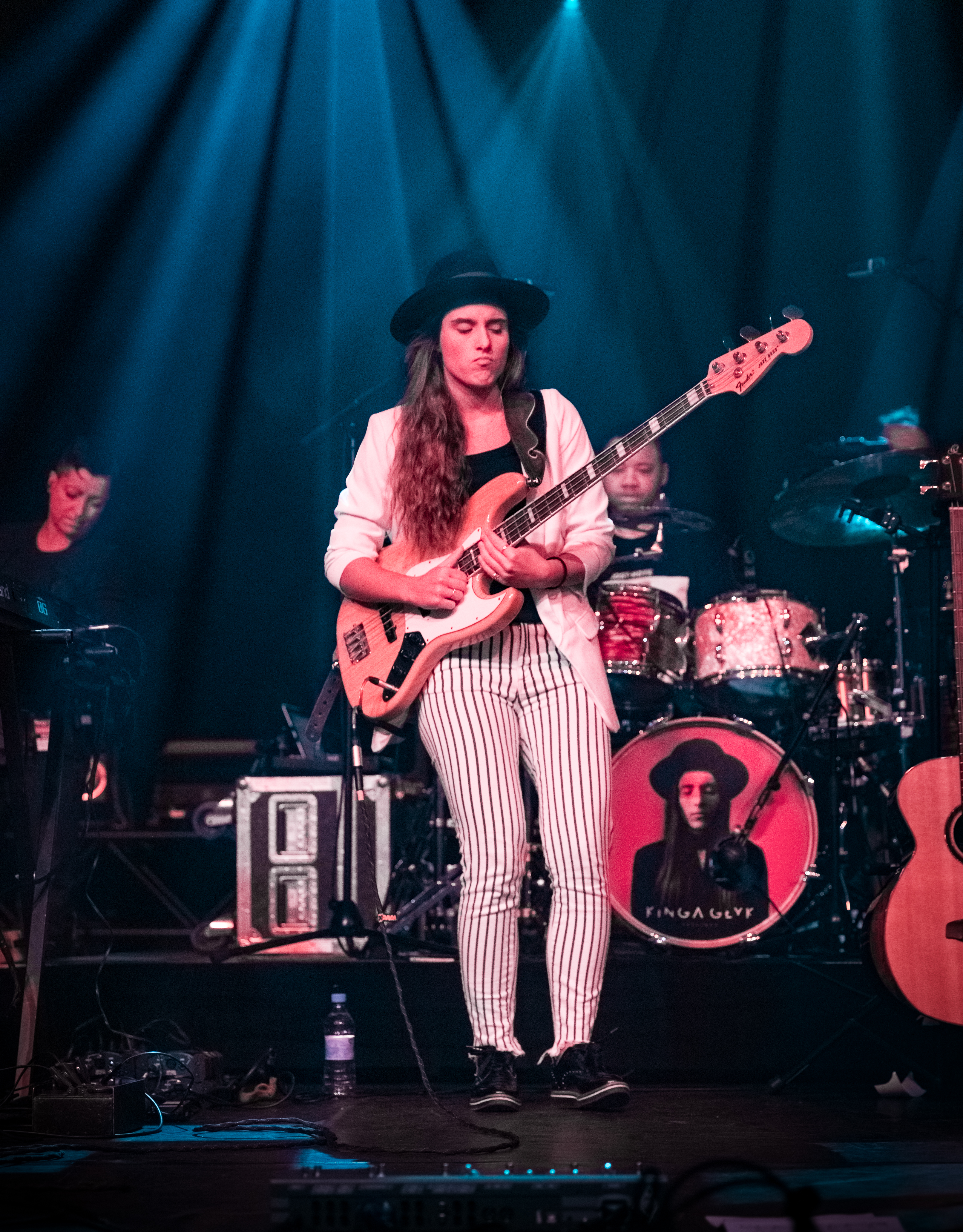
Kinga Głyk au Leverkusener Jazztage 2019.

Kinga Głyk naît le 27 janvier 1997 à Rydułtowy, en Pologne. Fille du percussionniste Irek Głyk, elle commence la basse à onze ans, contre l’avis de son père. À l'âge de douze ans, elle rejoint le groupe familial Głyk P.I.K. avec son père et son frère Patryk à la batterie, avec qui elle fait ses premiers concerts.
À 18 ans, elle enregistre son premier album, Rejestracja, sous son propre nom. Elle part en tournée et joue avec son trio sur une centaine de dates, notamment au Stuttgart Festival Jazz Open et au Festival de jazz de Saint-Moritz. Son deuxième album intitulé Happy Birthday paru en 2016 est un enregistrement live au Teatr Ziemi de Rybnik.
Kinga Głyk se fait également connaître avec des vidéos qu'elle poste sur les réseaux sociaux, notamment une reprise de « Tears in Heaven » d'Eric Clapton qui fait plusieurs millions de vues,. La page Bass Players United la reposte et la fait connaître à un public au-delà de la Pologne. La presse la surnomme alors « la nouvelle prodige de la basse ».
En 2017, elle sort son troisième album Dream sur le label Warner Music Group (WMG), qu'elle a enregistré avec le saxophoniste Tim Garland, le pianiste Nitai Hershkovits et le batteur Gregory Hutchinson.
Le 1er novembre 2019, Głyk sort en trio avec Paweł Tomaszewski et Calvin Rodgers, partiellement élargi pour inclure le claviériste de Pittsburg Brett Williams, leur quatrième album, Feelings, chez Warner Music Group. Le 23 janvier 2020, la jeune musicienne présent cet album live au New Morning à Paris. Ce concert en compagnie de deux claviéristes, Paweł Tomaszewski et Arek Grygno ainsi le batteur néerlandais Yoràn Vroom, est enregistré et diffusé par la chaîne de télévision Mezzo.
En 2024, Kinga Głyk sort son cinquième album, Real Life. Il est enregistré dans le studio de Michael League (Snarky Puppy) avec la collaboration de nombreux musiciens, dans un style « jazz pop, R’n’B et funk ».

## Style
Kinga Głyk fait de la musique instrumentale, où la basse occupe un rôle central. Son style jazz fusion se caractérise par un jeu solo ou en accords, ainsi que par des rythmiques du style funk. Le magazine Rolling Stone souligne sa virtuosité. Inspirée par les grands bassistes Marcus Miller, Stanley Clarke ou encore Jaco Pastorius, Kinga Głyk utilise régulièrement le slap et le jeu mélodique sur sa Fender Jazz Bass,. FIP note qu’elle « fascine tant par sa maîtrise technique que par la musicalité de son groove ».
Dans une entrevue, Kinga explique : « Quand j'étais enfant, je m'intéressais à la basse car elle me donnait une voix inhabituellement puissante (...) Ses sonorités sont devenues mon propre langage. Grâce à elle, je peux exprimer mes sentiments avec plus d'intensité ».
France Info souligne qu’elle fait partie des rares femmes bassistes virtuoses à connaître la célébrité dans les années 2010 et 2020.

## Albums
- 2015 — Rejestracja (Autopublication)
- 2016 — Happy Birthday (Live au Teatr Ziemi Rybnickiej à Rybnik en Pologne)
- 2017 — Dream (Warner Music Group)
- 2019 — Feelings (Warner Music Group)
- 2024 — Real life (Warner Music Group)